# Farzana Aslam
Farzana Aslam (Wah Cantt, Pakistan) és una física i astrònoma pakistanesa. És professora d'estudis de grau en matemàtica, física i astronomia a la Universitat de Coventry. Ha estat professora visitant de física i astronomia a l'Institut de l'Espai i Astrofísica Planetària de la Universitat de Karachi, Pakistan.
Va estudiar a l'Escola d'Enginyeria de Wah. i després va continuar a la Universitat de Panjab i posteriorment es va traslladar a Islamabad, a la Universitat Quaid-i-Azam, on va obtenir va estudiar física quàntica i de làsers. Va continuar el seus estudis a la Universitat de Mánchester on el 2005 va rebre el seu doble doctorat en física i astronomia de l'Escola de Física i Astronomia. En 2005, es va unir al grup de física fotònica de l'Escola de Física i Astronomia, on es va especialitzar en física de dos fotons i en fotònica de làsers. Es va doctorar en física de làsers el 2005 i es va convertir en una investigadora en el camp de compòsits polimèrics sensibilitzats amb nanopartícules semiconductoras, per aconseguir un alt grau de resposta i una eficiència de difracció requerida per a les aplicacions d'emmagatzematge i processament de dades.
A més, ha estat activament involucrada al programa de divulgació a través de la beca d'ensenyament Ogden per augmentar la participació al programa d'enginyeria i física de la Universitat de Mánchester. El propòsit d'aquesta beca és involucrar persones científiques per a què serveixin com a models per als nens i nenes a les escoles públiques britàniques per animar a les noves generacions a estudiar ciència i enginyeria.